# Topographie médicale
Ne doit pas être confondu avec Tomographie médicale.
Pour l’article homonyme, voir  Topographie.
Une topographie médicale est une pratique médicale très répandue au XIXe siècle, qui a pour but d'examiner les causes qui peuvent avoir une influence sur la santé, ou plus largement la vie, des habitants d'un lieu donné. Par extension, on appelle topographies médicales les ouvrages s'y rapportant. 
Le lieu étudié est généralement une ville, comme la Topographie médicale de Paris écrite par le médecin Claude Lachaise, parue en 1822. Ce type d'ouvrage s'inscrivait la plupart du temps dans des conceptions hygiénistes de la médecine, et proposait des précautions à ses lecteurs quant aux pratiques à avoir pour rester en bonne santé.
Au moins 600 topographies médicales ont été rédigées en France, entre 1761 et 1895.